# Ропотово
Ро́потово (рос. Ропотово) — присілок у складі Міжріченського району Вологодської області, Росія. Входить до складу Сухонського сільського поселення.

## Населення
Населення — 8 осіб (2010; 10 у 2002).
Національний склад (станом на 2002 рік):
- росіяни — 100 %